# Honoré de Balzac
Honoré de Balzac, nato Honoré Balzac (AFI: bal'zak; Tours, 20 maggio 1799 – Parigi, 18 agosto 1850) è stato uno scrittore, drammaturgo e critico letterario francese fra i maggiori della sua epoca, e inoltre il principale maestro del romanzo realista del XIX secolo durante la fase finale del romanticismo.
Scrittore prolifico, ha elaborato un'opera monumentale: La Commedia umana, ciclo di numerosi romanzi e racconti che hanno l'obiettivo di descrivere in modo esaustivo la società francese a lui contemporanea o, come disse più volte l'autore stesso, di «fare concorrenza allo stato civile». La veridicità di quest'opera ha portato Friedrich Engels a dichiarare di aver imparato più dal "reazionario" Balzac che da tutti gli economisti. 
La sua opera fu di grande influenza per molti autori come Flaubert, Zola, Proust e Giono ed è stata anche utilizzata come ispirazione per vari film e telefilm. Infine, a Balzac è stato intitolato il cratere Balzac sulla superficie del pianeta Mercurio.

## Biografia

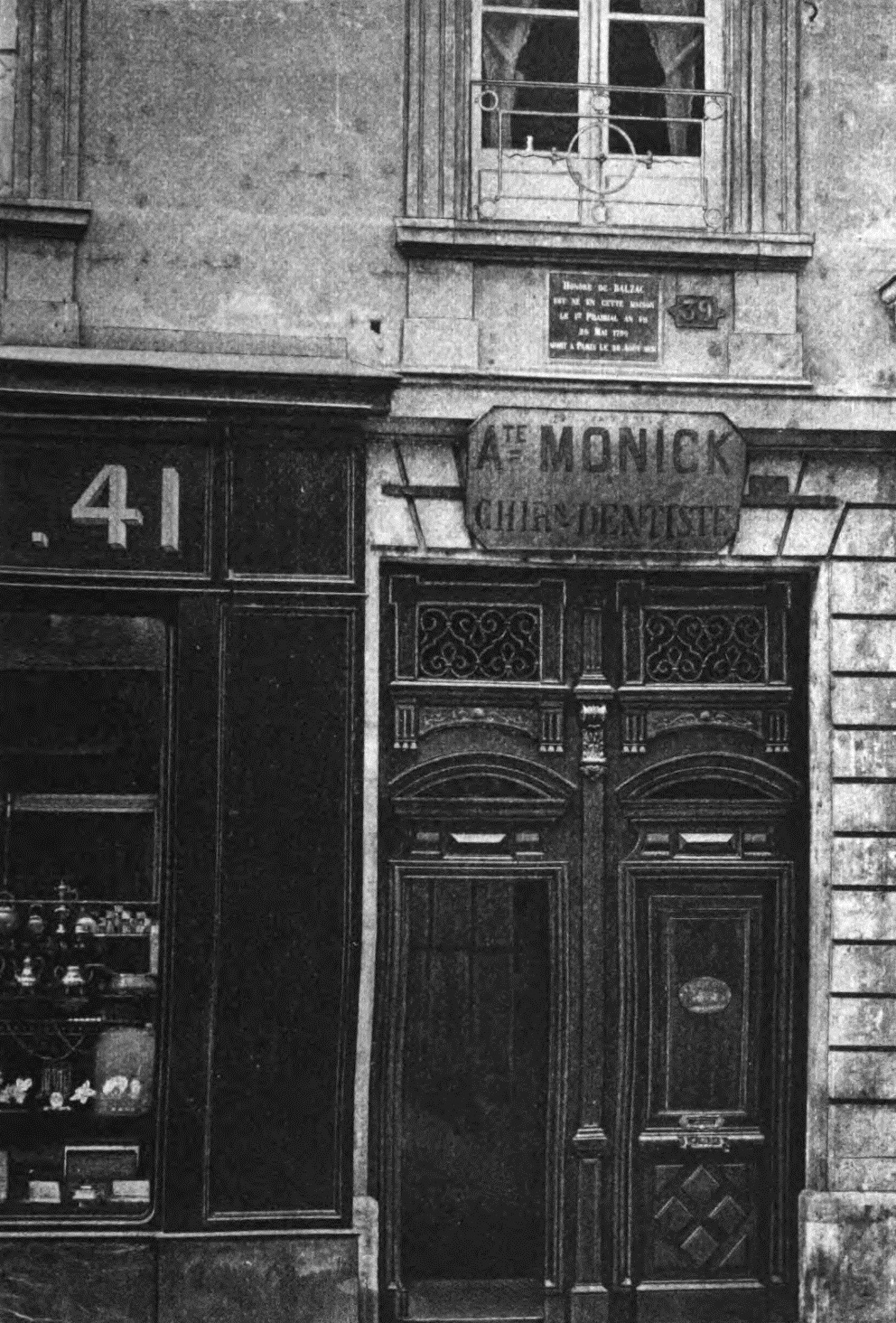
Casa natale di Balzac a Tours

Balzac proveniva da una famiglia borghese agiata: il padre Bernard-François Balssa, di origine contadina, aveva raggiunto una posizione di rilievo nell'amministrazione dello Stato. Balssa sposò Anne-Charlotte-Laure Sallambier (quando lui aveva 51 anni e lei 19), dalla quale ebbe quattro figli, Honoré, Laure, Laurence e Henri.

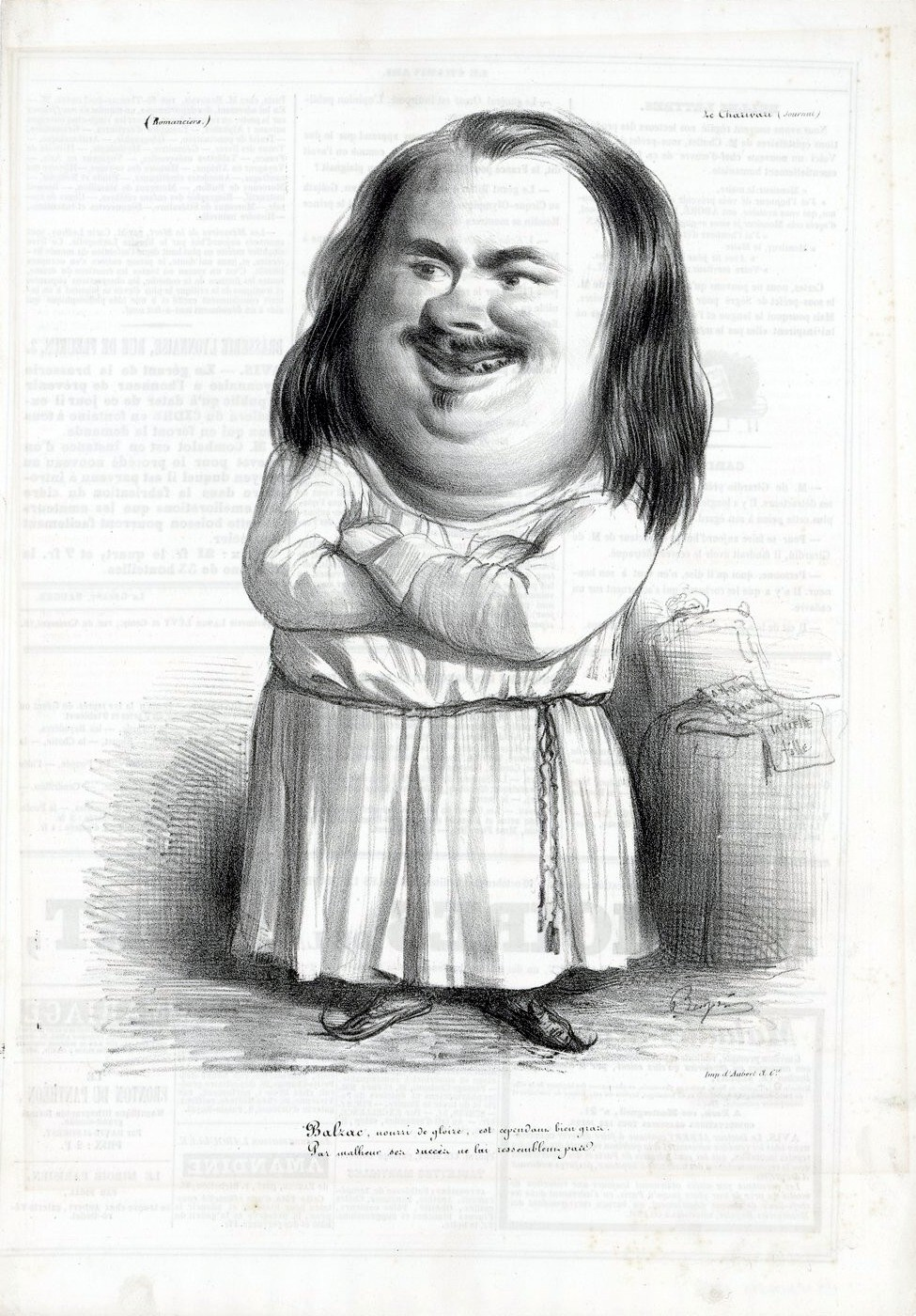
Caricatura di Balzac disegnata da Benjamin Roubaud

Honoré studiò in collegio, prima a Vendôme (1807-13), poi a Tours (1814) e infine a Parigi, dove si trasferì con la famiglia nel 1815, nel quartiere del Marais. Iscritto alla Facoltà di Giurisprudenza lavorava come scrivano nello studio notarile di Jules Janin quando, a vent'anni, scoprì la sua vocazione letteraria. In una mansarda del quartiere dell'Arsenale, al numero 9 di Rue Lesdiguières, dal 1821 al 1829, dopo aver tentato la strada del teatro con il dramma in versi Cromwell, scrisse opere di narrativa popolare ispirandosi a Walter Scott, con gli pseudonimi di Horace de Saint-Aubin, Lord R'hoone (anagramma di Honoré) o Viellerglé.

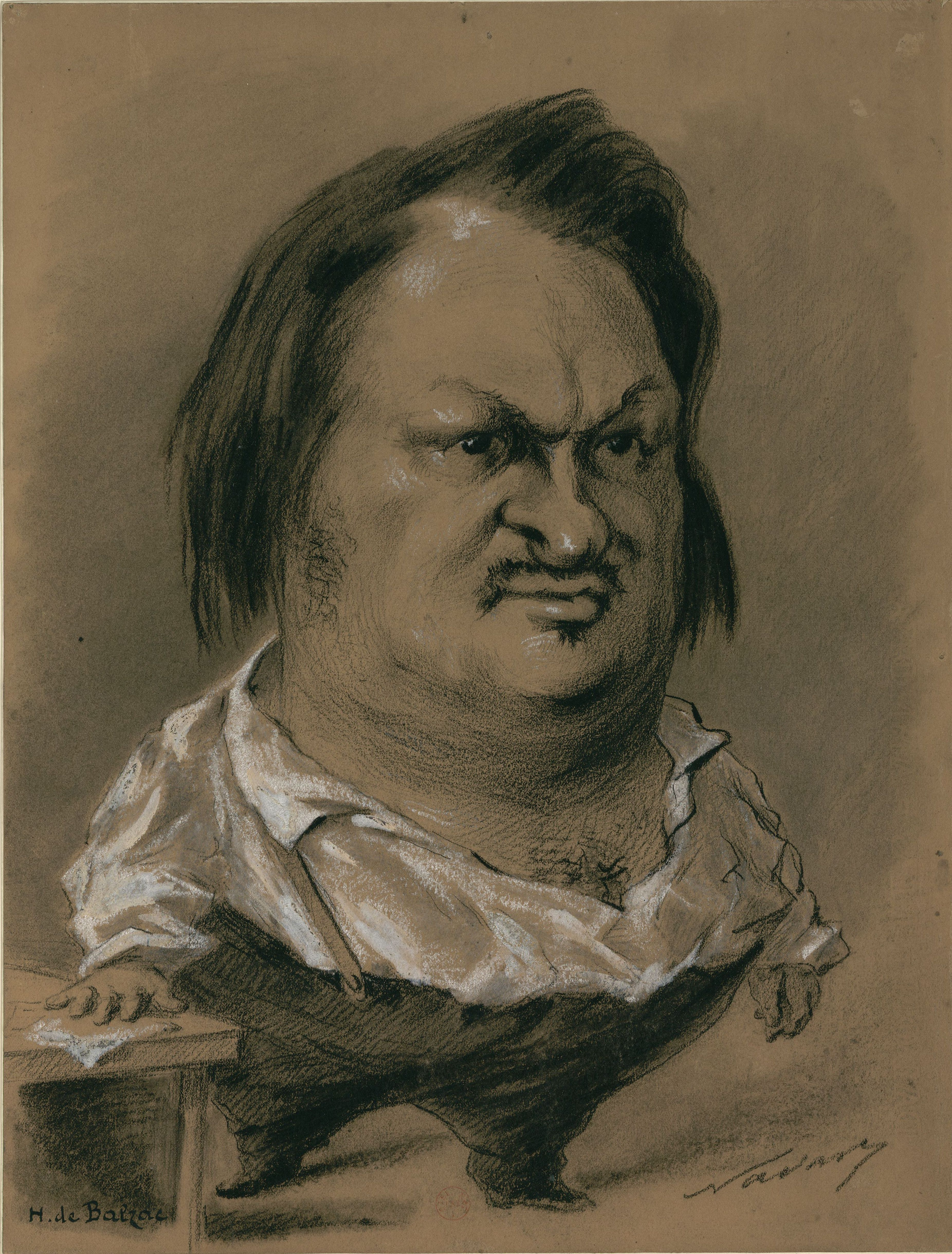
Caricatura di Balzac disegnata da Nadar nel 1850

Le sue prime prove artistiche non furono molto apprezzate dalla critica, tanto che Balzac si diede ad altre attività: divenne editore, stampatore e infine comprò una fonderia di caratteri da stampa, ma tutte queste imprese si rivelarono fallimentari, indebitandolo pesantemente. Nel 1822 conobbe Louise-Antoinette-Laure Hinner, una donna matura che gli rimase accanto affettivamente fino alla morte. Louise Hinner ebbe molta influenza sull'autore, incoraggiandolo a continuare a scrivere: nel 1829 Balzac pubblicò il suo primo romanzo (Gli Sciuani), utilizzando il suo vero nome e ottenendo un certo successo.

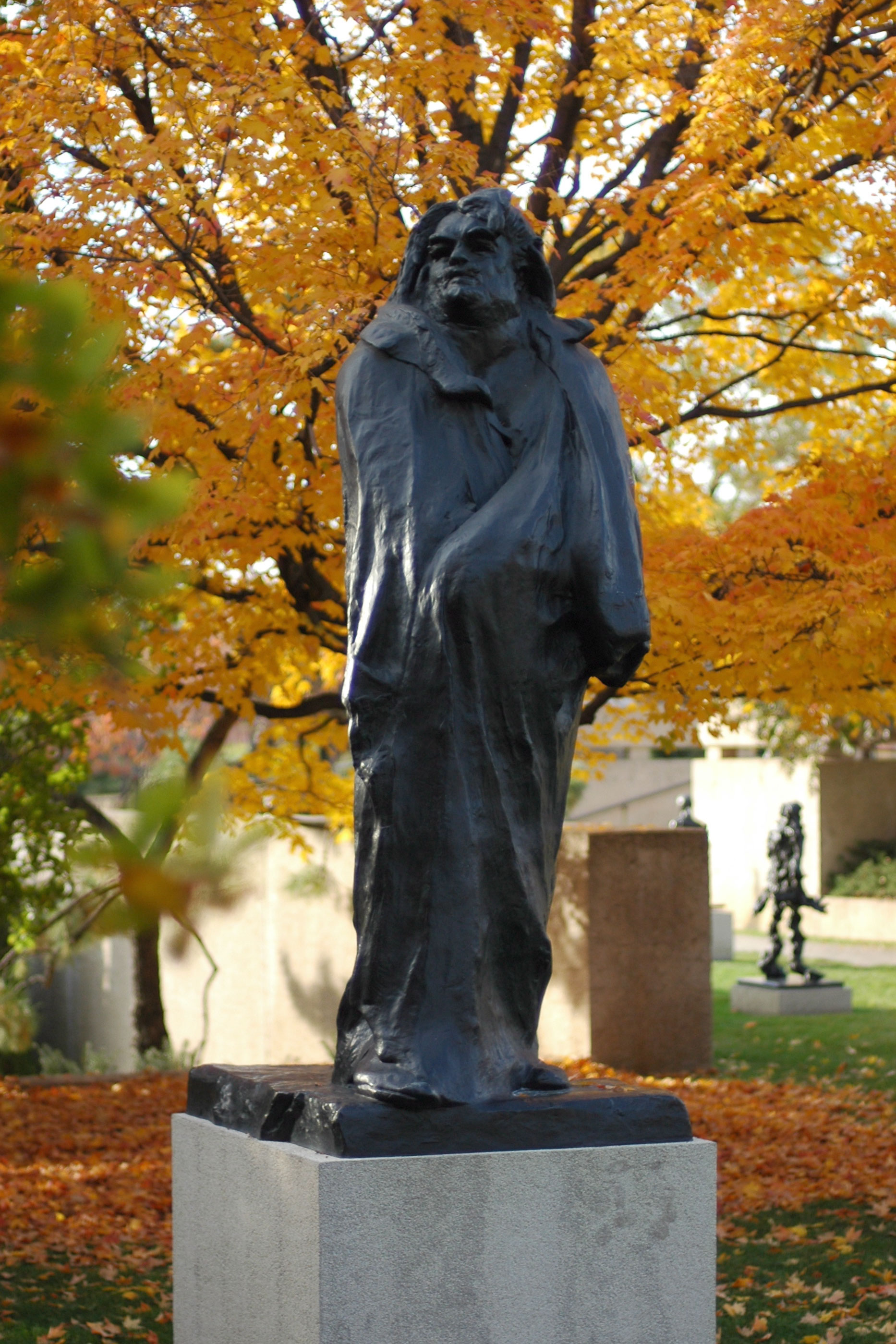
Auguste Rodin, Monumento a Balzac, 1898, fusione in bronzo, New York, Museum of Modern Art: Balzac fu uno dei primi narratori di Parigi come metropoli

Dal 1830 l'attività letteraria di Balzac divenne frenetica, tanto che in sedici anni scrisse circa novanta romanzi (sulla "Revue de Paris", sulla "Revue des Deux Mondes", ma anche in volumi con tirature sempre più numerose, per non contare i continui racconti, aneddoti, caricature e articoli di critica letteraria). I suoi primi successi di pubblico furono La peau de chagrin (La pelle di zigrino, 1831) e, tre anni più tardi, Le Père Goriot (Papà Goriot, 1834).
Il 19 febbraio 1837 giunse a Milano ed ebbe modo di frequentare la vita meneghina per oltre un anno, recandosi regolarmente alla Scala e diventando un ospite ricorrente del Salotto Maffei. La tappa nella città italiana era ufficialmente legata all'eredità che gli aveva lasciato la madre, ma le parole di una lettera alla contessa Hańska sembrano rivelare piuttosto una fuga da chi voleva riscuotere l'ingente somma di debiti accumulata negli anni precedenti: «J'ai plus de deux cent mille francs de dettes» («Ho più di duecentomila franchi di debiti»), confidava alla futura moglie.
Nel marzo del 1838 s'imbarcò da Marsiglia alla volta della Sardegna, dove sognava di coronare velleità di prosperità economica attraverso lo sfruttamento di giacimenti abbandonati nell'isola dagli antichi romani e dai sovrani locali medievali. L’impresa si dimostrò vana, ma è durante le fatiche del viaggio in terra sarda che, secondo la più accreditata storiografia critica internazionale, Balzac concepì la sua commedia teatrale L'école des ménages.
Charles Baudelaire chiamò la prosa di Balzac «réalisme visionnaire»; pare perfino che il termine "surréalisme", coniato da Guillaume Apollinaire, sia stato ispirato al particolare punto di vista che caratterizza la produzione di Balzac.

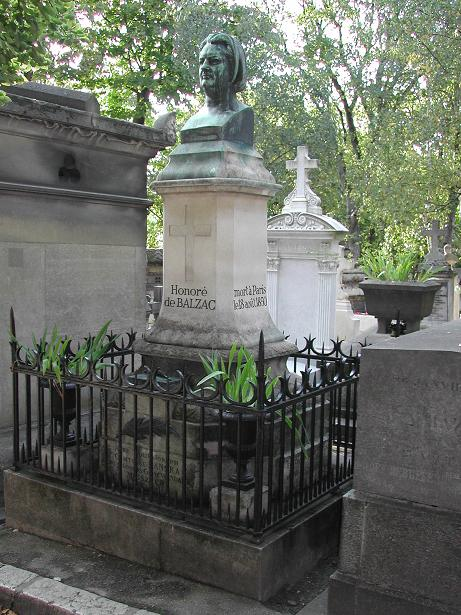
La tomba di Honoré de Balzac

Nel 1842 Balzac decise di organizzare le sue opere in una specie di gerarchia piramidale, con il titolo di La Comédie humaine (La commedia umana): alla sua base c'è il gruppo degli Studi di costume del XIX secolo, diviso in Scene delle vita privata, Scene della vita di provincia, Scene della vita parigina, della politica, della vita militare, della vita di campagna; poi c'è il gruppo degli Studi filosofici, ed infine quello progettato, ma mai realizzato, degli Studi analitici. Si tratta di un grandioso progetto di analisi della vita sociale e privata nella Francia dell'epoca della monarchia borghese di Luigi Filippo d'Orleans.
Durante la sua vita Balzac viaggiò molto all'estero: in Ucraina, Polonia, Germania, Russia, Prussia austriaca, Svizzera e Italia (che appare spesso nei "racconti filosofici"), ma anche ampiamente nella provincia francese e nei dintorni di Parigi, puntualmente ripresi nella sua enorme mole di scritti.

### Vita sentimentale
Tra le tante esperienze amorose che Balzac ebbe con dame dell'aristocrazia nel corso della sua vita, la più importante fu con Évelyne Hańska (1801-1882)
Nel 1833, come rivelò in una lettera a sua sorella, Balzac avviò una relazione illecita con la collega scrittrice 24enne Marie Du Fresnay, il cui matrimonio con un uomo molto più anziano (Charles du Fresnay, sindaco di Sartrouville) era stato un fallimento fin dall'inizio. Nella lettera, Balzac rivela anche che la giovane donna era appena venuta a comunicargli che era incinta di suo figlio. Nel 1834, otto mesi dopo l'evento, nacque la figlia di Balzac, Marie-Caroline Du Fresnay. Tale rivelazione del giornalista francese Roger Pierrot nel 1955 ha confermato ciò che era già stato sospettato da diversi storici: la dedicataria del romanzo Eugénie Grandet, una certa "Maria", si rivela essere Maria Du Fresnay stessa.

### Il matrimonio

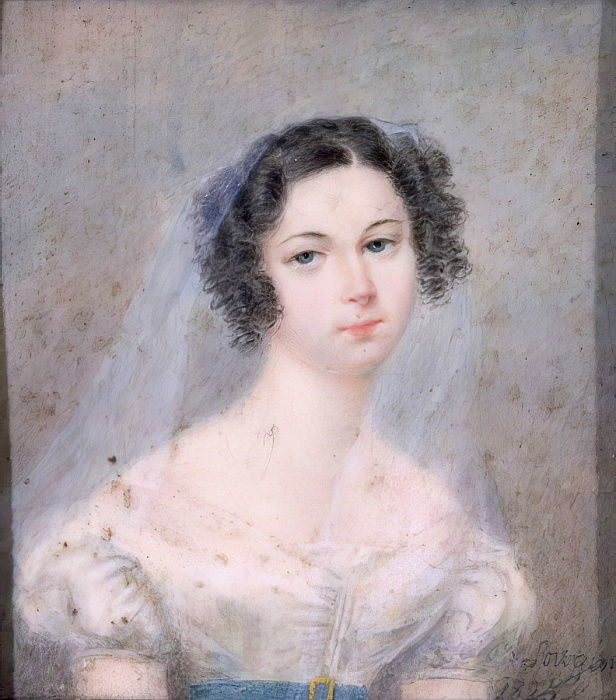
Ritratto della contessa Ewelina Hańska, Holz von Sowgen, 1825, miniatura su avorio, Parigi, Casa Balzac

Nel febbraio del 1832, Balzac ricevette una lettera anonima di critica dalla città di Odessa, senza alcun indirizzo di ritorno, firmata semplicemente "L'Étrangère" ("La Straniera"). In essa si esprimeva tristezza per il cinismo e l'ateismo di La Peau de Chagrin e per il ritratto negativo delle donne che viene fatto nel romanzo. Balzac, in risposta, fece collocare un annuncio pubblicitario nella Gazette de France, nella speranza che la critica anonima lo vedesse. Fu così che iniziò una corrispondenza quindicennale tra Balzac e "l'oggetto dei [suoi] sogni più dolci": Ewelina Hańska.
Ewelina (nata Rzewuska) era sposata con un nobile di vent'anni più anziano, il maresciallo Wacław Hański, un ricco proprietario terriero polacco che viveva vicino a Kiev. Si trattava di un matrimonio di convenienza, finalizzato a preservare la fortuna della famiglia. In Balzac, la contessa Ewelina trovò uno spirito affine, con l'ulteriore vantaggio di poter stringere, grazie allo scrittore, un legame con la capitale glamour della Francia, Parigi. La loro corrispondenza rivela un intrigante equilibrio di passione, correttezza e pazienza; al riguardo il critico Robb afferma che è "come un romanzo sperimentale in cui la protagonista femminile cerca sempre di attirare realtà estranee ma che l'eroe è determinato a continuare, qualunque sia il trucco che deve usare".
Il maresciallo Hański morì nel 1841, lasciando la sua vedova e Balzac finalmente liberi di perseguire i propri affetti. Rivale del compositore ungherese Franz Liszt, Balzac visitò la contessa Hańska a San Pietroburgo nel 1843 e la conquistò. Dopo una serie di battute d'arresto finanziarie, problemi di salute e obiezioni da parte dello zar Nicola I, la coppia ebbe finalmente il permesso di sposarsi. Il 14 marzo 1850, con la salute di Balzac in grave declino, viaggiarono in carrozza dalla residenza di famiglia della donna nel Parco di Verhivnya in Volinia, alla Chiesa cattolica di Santa Barbara a Berdyčiv (l'ex città bancaria russa, nell'odierna Ucraina), dove furono sposati dall'abate Ożarowski. Il viaggio di dieci ore per la cerimonia ebbe un effetto negativo su entrambi i coniugi: i piedi di lei erano troppo gonfi per camminare, mentre Balzac ne ricavò gravi problemi cardiaci.

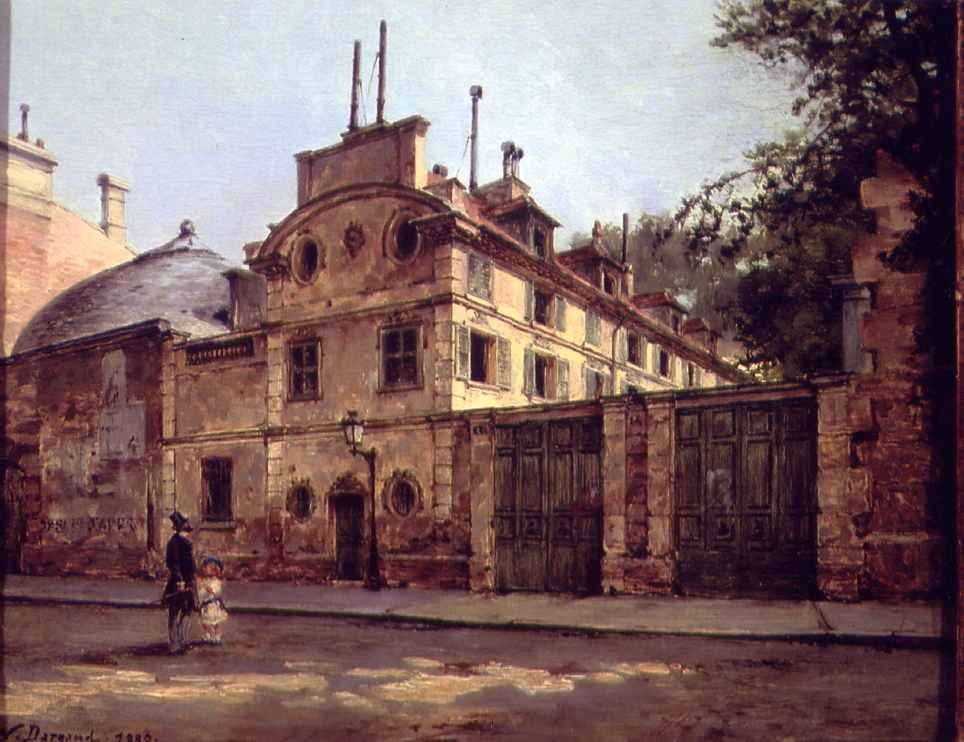
Casa di Balzac a Parigi, in Rue Fortunée, Paul Joseph Victor Dargaud, 1880

Nonostante si fosse sposato tardi, Balzac aveva già scritto due trattati sul matrimonio: Physiologie du Mariage e Scènes de la Vie Conjugale. A questi lavori mancava la conoscenza di prima mano, per questo Saintsbury sottolinea che "i coniugi non possono parlare di [matrimonio] con molta autorità". Alla fine di aprile, gli sposi partirono per Parigi. La salute del marito si andava deteriorando e Ewelina scrisse alla propria figlia che Balzac era "in uno stato di estrema debolezza" e "sudava copiosamente". Arrivarono nella capitale francese il 20 maggio, al cinquantunesimo compleanno dello scrittore.

## Morte
Cinque mesi dopo il suo matrimonio, domenica 18 agosto 1850, Balzac morì in presenza di sua moglie. Quel giorno era stato visitato da Victor Hugo, che in seguito servì da paladino ed elogiatore del funerale di Balzac. Honoré de Balzac morì per una peritonite complicatasi in gangrena. Venne sepolto, con orazione funebre tenuta da Victor Hugo, nel cimitero di Père-Lachaise. Furono erroneamente indicati come concause del rapido deterioramento della sua salma i suoi eccessi nel lavoro e il suo grande consumo di caffè. Già il giorno dopo la morte, la decomposizione veloce, anche a causa della stagione estiva, impedì di fare il calco in gesso per la maschera mortuaria.
Balzac pensava che ogni individuo avesse a disposizione una riserva limitata di energia e che vivendo intensamente l'uomo bruci la sua vita. Il suo destino sembra aver ricalcato il contenuto de La pelle di zigrino (1831).

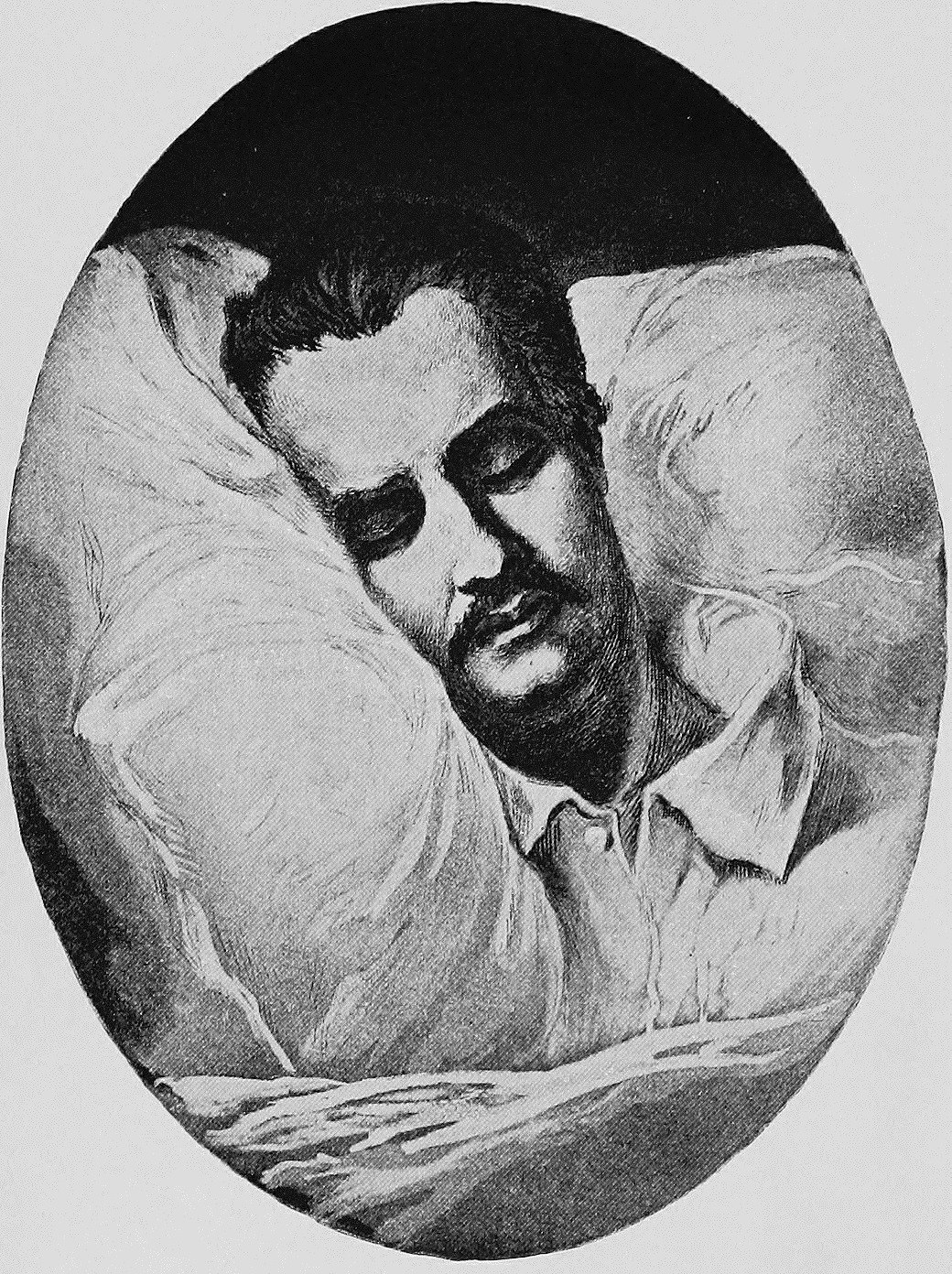
Ritratto di Honoré de Balzac, disegnato un'ora dopo la sua morte

Balzac è sepolto nel cimitero di Père-Lachaise a Parigi. Nel suo elogio funebre, Victor Hugo dichiarò "Oggi abbiamo gente in nero a causa della morte di un uomo di talento, una nazione in lutto per un uomo di genio". Al funerale parteciparono "quasi tutti gli scrittori di Parigi", tra cui Dumas padre e Dumas figlio, l'attore Frédérick Lemaître, il pittore Gustave Courbet, rappresentanti della Légion d'honneur e di altri dignitari. Più tardi, una statua (chiamata Monumento a Balzac) fu creata dal famoso scultore francese Auguste Rodin. Eretto in bronzo, il monumento a Balzac si erge dal 1939 nei pressi dell'incrocio tra Boulevard Raspail e Boulevard Montparnasse in Place Pablo Picasso. Rodin ha rappresentato Balzac anche in alcune delle sue sculture minori.

## Abitudini e metodi lavorativi
Balzac scriveva dall'una di notte alle otto del mattino e talvolta anche di più. Egli infatti riusciva a scrivere molto rapidamente: alcuni dei suoi romanzi, scritti con una piuma, furono realizzati con un ritmo pari a trenta parole al minuto su una macchina da scrivere moderna. Il suo metodo comprendeva anche mangiare un pasto leggero alle cinque o sei del pomeriggio per poi dormire fino a mezzanotte. Quindi si alzava e scriveva per svariate ore, alimentato da innumerevoli tazze di caffè nero. Spesso manteneva l'attenzione al lavoro di scrittura anche per quindici ore o più, non a caso affermò di avere una volta lavorato per 48 ore di seguito e con solo tre ore di riposo come intermezzo.

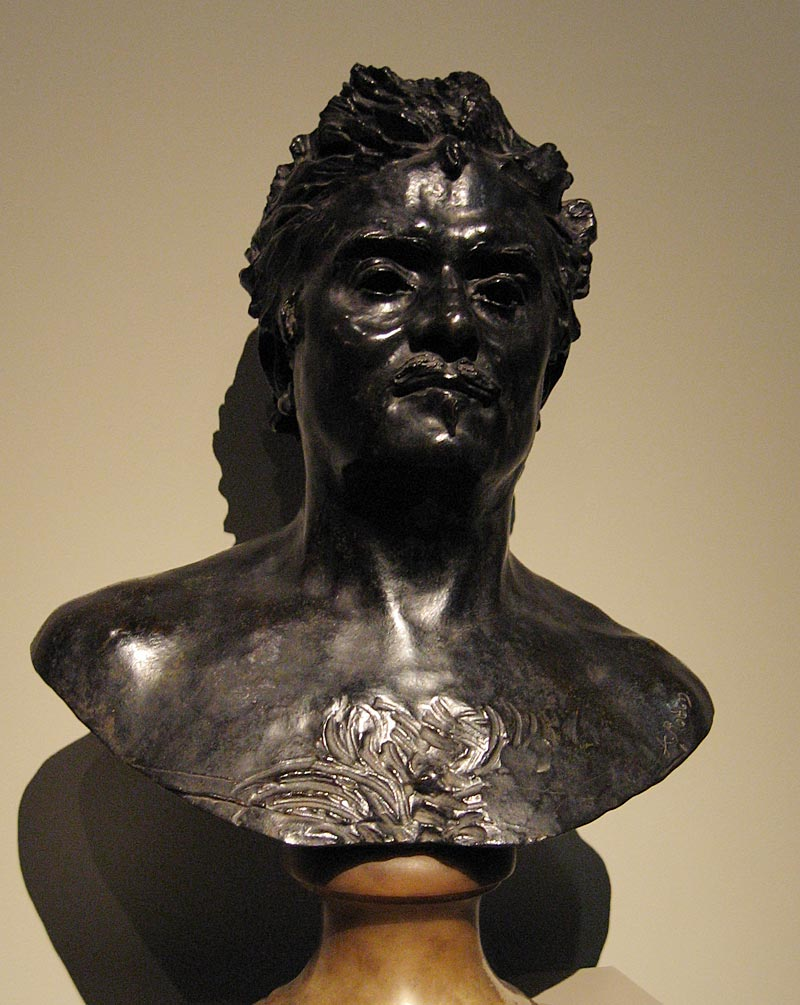
Busto di Balzac - opera di Auguste Rodin

Balzac revisionava in modo ossessivo, ricoprendo le prove scritte a macchina di modifiche e aggiunte da ripristinare. A volte ripeteva questo processo durante la pubblicazione di un libro, causando notevoli spese sia per se stesso che per l'editore. Di conseguenza, il volume finito, abbastanza spesso, era diverso dal testo originale. Sebbene alcuni dei suoi libri non abbiano mai raggiunto il completamento, alcuni, come Les employés (Gli impiegati, 1840), sono tuttavia presi in considerazione dalla critica.

Benché Balzac fosse "di volta in volta eremita e vagabondo", riuscì a rimanere in sintonia con le sfere sociali che alimentavano la sua scrittura. Era amico di Théophile Gautier e Pierre-Marie-Charles de Bernard du Grail de la Villette, e conosceva Victor Hugo. Tuttavia, non trascorse tanto tempo nei salotti e nei club di Parigi come molti dei suoi personaggi. "In primo luogo era troppo occupato" - spiega Saintsbury- "in secondo, non si sarebbe sentito a casa lì ....e sentiva che era suo compito non frequentare la società ma crearla". Trascorreva comunque spesso lunghi periodi nel castello di Saché, vicino a Tours, la casa del suo amico Jean de Margonne, amante di sua madre e padre del figlio più piccolo di lei. Molti dei tormentati personaggi di Balzac furono concepiti nella piccola camera da letto del secondo piano del castello. Oggi il castello è un museo dedicato alla vita dell'autore.

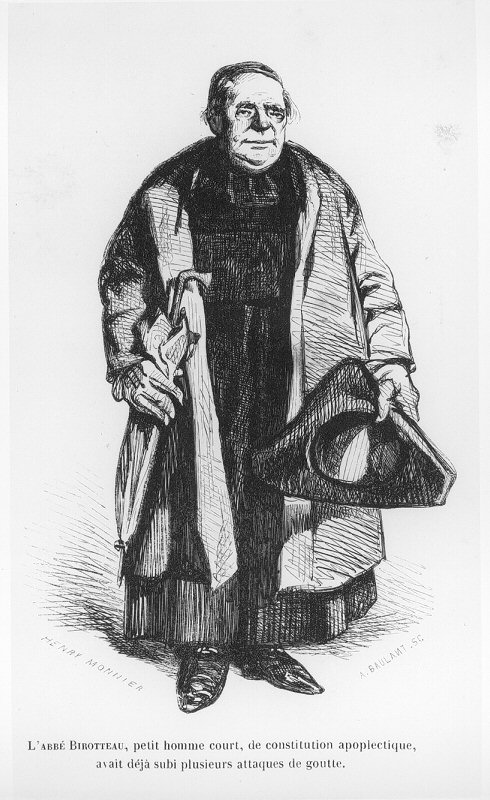
Incisione di Henry Monnier per Il Curato di Tours.

## LaComédie humaine
È stata definita "la più grande costruzione letteraria di tutta la storia dell'umanità" ed è certamente una perfetta rappresentazione di quell'invenzione del XIX secolo che fu il romanzo moderno europeo. Tra tutti i romanzieri francesi, il nome di Balzac (con la sua Comédie humaine) è quello più fortemente associato a questa forma di narrazione.
Tessuto di ragionamenti interessanti e a volte bizzarri, pervaso da uno spiritualismo fumoso e a tratti come interrotto per proseguire oltre, il suo pensiero corre lungo la penna quasi senza riuscire a seguirne la velocità. Pare che non abbia tempo di riflettere mentre si occupa di costruire e nutrire un mondo che però rappresenta in chiave quasi "sociologica" i posti, i tipi e le persone reali della propria vita.
Così come Gogol', Balzac è convinto che ciò su cui l'artista non pone il suo sguardo rivela solamente l'aspetto vegetativo della vita, e invece è solo nell'opera d'arte che il reale assume significato.
Complice la pubblicazione a puntate che impone la fidelizzazione del lettore - il sistema di distribuzione in allegato ai giornali che si andava sperimentando per la prima volta - il romanzo di Balzac ha la tendenza di girare attorno a personaggi forti (come per esempio Papà Goriot, Eugène de Rastignac, o Eugènie Grandet, ormai leggendari), a loro volta circondati da molte comparse che ne amplificano l'energia.
La precisione dei termini, la tessitura delle frasi, la scelta delle descrizioni e la ricchezza di parole "enciclopediche", nonché le molte correzioni, mostrano quanto fosse ambizioso e ricercato il progetto che sta dietro al suo lavoro, spesso considerato solo vulcanico e istintivo o biecamente realistico, e invece scoperto dalla critica più recente addirittura come "fantastico" e legato al desiderio di fare moderna "epopea".
Si dice che descriva l'umanità come la vede, senza consolazioni o incantamenti arbitrari, ma lo slancio stesso della scrittura finisce con il superare la mera realtà.
La Comédie humaine (titolo trovato da Balzac nel 1840) comprende 137 opere che includono 95 romanzi, novelle, saggi realistici, fantastici o filosofici, oltre a racconti e a 25 studi analitici (piano da lui dettagliato nel 1842).

## Opere principali
- 1824 - Argow il pirata (Argow le Pirate)
- 1829 - Gli Sciuani (Les Chouans)
- 1830 - La fisiologia del matrimonio (La Physiologie du mariage)
- 1830 - Scene della vita privata (Scènes de la vie privée)
- 1830 - Sarrasine (Sarrasine)
- 1830 - Il ballo di Sceaux (Le Bal de Sceaux, ou le Pair de France)
- 1831 - La pelle di zigrino (La Peau de chagrin)
- 1831 - L'albergo rosso (L'Auberge rouge)
- 1831 - Il capolavoro sconosciuto (Le Chef-d'oeuvre inconnu)
- 1832 - Due Contes bruns ("Une conversation entre onze heures et minuit" et "Le Grand d'Espagne")
- 1832 - Il curato di Tours (Le Curé de Tours)
- 1832 - Pierina
- 1832 - Louis Lambert (L'histoire intellectuelle de Louis Lambert)
- 1832 - Il Colonnello Chabert (Le Colonel Chabert)
- 1833 - Il medico di campagna (Le médecin de campagne)
- 1833 - Eugenia Grandet (Eugénie Grandet)
- 1834 - La ricerca dell'assoluto (La recherche de l'absolu)
- 1834 - Papà Goriot (Le Père Goriot)[30]
- 1835 - Séraphîta (Séraphîta)
- 1835 - Storia dei tredici (Histoire des Treize)
  - Ferragus
  - La duchessa de Langeais (La Duchesse de Langeais)
  - La ragazza dagli occhi d'oro (La Fille aux yeux d'or)
- 1836 - Giovanna la pallida (Jeanne la pâle o Wann-Chlore)
- 1836 - Il giglio della valle (Le Lys dans la vallée)
- 1837 - Storia della grandezza e della decadenza di Cesare Birotteau (César Birotteau)
- 1837 - Le sollazzevoli istorie (Contes drolatiques)
- 1837 - Il Centenario (Le Centenaire, ou les deux Béringheld)
- 1838 - Gli impiegati (Les Employés)
- 1838 - Voyage en Sardaigne
- 1839 - Béatrix
- 1839 - Il curato del villaggio (Le Curé de village) pubblicato a puntate su La Presse, poi in volume, nel 1841;
- 1841 - Un tenebroso affare (Une ténébreuse affaire)
- 1842 - Memorie di due giovani spose (Mémoires de deux jeunes mariées)
- 1842 - Casa da scapolo (La Rabouilleuse)
- 1842 - La donna di trent'anni (La Femme de trente ans)
- 1842 - Il colonnello Bridau (Un ménage de garçon)
- 1842 - La finta amante (La Fausse Maîtresse)
- 1843 - Illusioni perdute (Illusions perdues)
- 1843 - La musa del dipartimento (La Muse du département)
- 1844 - Onorina (Honorine)
- 1844 - Un principe della Bohéme (Un prince de la bohème)
- 1844 - Un agente d'affari (Esquisse d'homme d'affaires d'après nature)
- 1844 - Gaudissart II
- 1846 - La cugina Bette (La Cousine Bette)
- 1846 - Piccole miserie della vita coniugale (Petites miseres de la vie conjugale)
- 1847 - Il cugino Pons (Le cousin Pons)[31]
- 1847 - Splendori e miserie delle cortigiane (Splendeurs et misères des courtisanes)
- 1847 - L'ultima incarnazione di Vautrin (La Dernière incarnation de Vautrin)
- 1854 - Il deputato d'Arcis (Le Député d'Arcis)
- 1855 - I contadini (Les Paysans) - incompiuto, portato a termine dalla vedova
- 1856 - I piccoli borghesi (Les Petits bourgeois) - incompiuto, portato a termine da Charles Rabou

### Teatro
- Mercadet l'affarista (Le Faiseur) (1840)

## Edizioni italiane
- La finta amante, collana Piccola Collezione Amena, prefazione di Émile Zola, Napoli, Casa Editrice E. Pietrocola, 1888, SBN NAP0234383.
- Gli Sciuani, Milano, Cino Del Luca, 1964.
- I capolavori della “COMMEDIA UMANA “  Edizioni Casini Collana I Grandi Maestri 6 volumi con l’opera completa. 1963/1966
- Memorie di due giovani spose,  Introduzione e trad. di Paola Dècina Lombardi, Milano, Mondadori, 1982 e 1989, ISBN 88-04-32998-X
- La Commedia Umana, Racconti e novelle, a cura di Paola Dècina Lombardi, 2 voll, Milano, Mondadori, 1988 e 1996
- La donna di trent'anni, Introduzione di Paola Dècina Lombardi, trad. di Gianna Tornabuoni, Milano, Mondadori, 1984 e 1992, ISBN 88-04-35054-7
- Memorie di Sanson, Introduzione e traduzione di Paola Dècina Lombardi, Milano, Mondadori, 2004, ISBN 88-04-52574-6
- Sarrasine; trad. Elina Klersy Imberciadori; introduzione di Lanfranco Binni; coll. "I grandi libri Garzanti" n. 832, Milano: Garzanti, 2000, ISBN 88-11-58832-4
- La pelle di zigrino, trad. Cosimo Ortesta, introduzione di Lanfranco Binni, Collana i grandi libri, Garzanti, Milano, 1995, ISBN 978-88-11-36557-0.
- Il medico di campagna, trad. Andrea Zanzotto, introduzione di Ferdinando Camon, Garzanti, Milano 1977 ISBN 9788811365341
- Eugénie Grandet, trad. Antonio Necchi, Milano: Dalai, 2011 ISBN 9788860739476
- La trentenne, trad. it. M. Cristallo, Milano, Frassinelli, 1995. 88-04-32998-X
- Illusioni perdute, trad. it. P. Minsenti, Milano, Frassinelli, 1999.
- Viaggio da Parigi a Giava; Trattato degli eccitanti moderni (Voyage de Paris à Java; Traité des excitants modernes), a cura di Graziella Martina, Como, Ibis, 2002, ISBN 88-7164-123-X.
- Il padre Goriot, traduzione e cura di Cesare De Marchi, Milano, Feltrinelli, 2004, ISBN 88-07-82171-0.
- Un tenebroso affare, traduzione e cura di Felice Bonalumi, Milano, Edizioni Paginauno, 2014, ISBN 9788890926303.
- Gobseck, traduzione di Maurizio Ferrara, Firenze, Passigli, 2016, ISBN 9788836814282.
- Louis Lambert, traduzione di Paola Dècina Lombardi, Roma, L'orma editore, 2017, ISBN 978-88-997-9320-3.
- L'albergo rosso, traduzione e cura di Felice Bonalumi, Milano, Edizioni Paginauno, 2018, ISBN 9788899699222.
- A Parigi!, a cura di Maurizio Ferrara, Firenze, Passigli, 2019, ISBN 9788836816903.
- Addio, a cura di Maurizio Ferrara, Firenze, Passigli, 2020, ISBN 9788836817344.
- "Séraphîta", traduzione di Lydia Magliano con un saggio di Franco Rella, Biblioteca Reverdito Editore Trento 1986, ISBN 88-342-0153-1
- I segreti della principessa di Cadignan, a cura di Maurizio Ferrara, Firenze, Passigli, 2024, ISBN 9788836820504.

## Filmografia
Film tratti o ispirati dai suoi romanzi:
- La locanda rossa (L'Auberge rouge), regia di Camille de Morlhon - da L'albergo rosso (1910)
- La figlia dell'avaro, prodotto dalla Roma Film - da Eugenia Grandet (1913)
- The Magic Skin, regia di Richard Ridgely - da La pelle di zigrino (1915)
- La storia dei tredici, regia di Carmine Gallone - dal romanzo omonimo (1917)
- Eugenia Grandet o Eugenia Grandet: la figlia dell'avaro, regia di Roberto Roberti - da Eugenia Grandet (1918)
- Slave of Desire, regia di George D. Baker - da La pelle di zigrino (1923)
- L'artiglio rosa (Honor of the Family), regia di Lloyd Bacon - da Il cugino Pons (1931)
- L'uomo senza nome (Mensch ohne Namen), regia di Gustav Ucicky - da un racconto (1932)
- Eugenia Grandet, regia di Mario Soldati - dal romanzo omonimo (1947)
- I ribelli della Vandea (Les Chouans), regia di Henri Calef - da Gli Sciuani (1947)
- L'amabile ingenua (The Lovable Cheat), regia di Richard Oswald - da Mercadet Le Falseur (1949)
- Mio figlio il forzato (Der Bagnosträfling), regia di Gustav Fröhlich - da un racconto (1949)
- La ragazza dagli occhi d'oro (La Fille aux yeux d'or) - da La Fille aux yeux d'or (1961)
- Illusioni perdute (Illusions perdues) - da Illusioni perdute (1964)
- Il grande amore di Balzac (1973)
- La bella scontrosa (La Belle Noiseuse), regia di Jacques Rivette - dal racconto Le Chef-d'oeuvre inconnu (1991)
- Il colonnello Chabert (Le Colonel Chabert), regia di Yves Angelo - dal romanzo omonimo (1994)
- La cugina Bette (Cousin Bette), regia di Des McAnuff - dal romanzo omonimo (1998)
- La duchessa di Langeais (Ne touchez pas la hache), regia di Jacques Rivette - dal romanzo omonimo (2007)
- Illusioni perdute, regia di Xavier Giannoli  - dal romanzo omonimo (2021)

### Edizioni di riferimento
- La Comédie humaine, a cura di Pierre-Georges Castex, 12 voll., «Bibliothèque de la Pléiade», Gallimard, Paris 1976-81.
- La Comédie humaine, 23 voll., Éd. classiques Garnier-Le Monde, Paris 2008-09.
- Correspondance générale, a cura di Roger Pierrot, 5 voll., «Bibliothèque de la Pléiade», Gallimard, Paris 1960-69.
- Correspondance générale, a cura di Roger Pierrot e Hervé Yon, nuova ed. in 3 voll., «Bibliothèque de la Pléiade», Gallimard, Paris 2006-11 (in uscita il terzo).
- Nouvelles et contes, a cura di Isabelle Tournier, 2 voll., «Quarto», Gallimard, Paris 2005-06.
- Œuvres diverses, a cura di Pierre-Georges Castex, 3 voll., Bibliothèque de la Pléiade», Gallimard, Paris 1990-96 (in uscita il terzo).

### Testimonianze, biografie e bibliografia critica minima
- Laure Surville, Balzac, sa vie et ses oeuvres (1857), tr. di Roberta Ferrara, Balzac mio fratello, introduzione di Daria Galateria, Sellerio, Palermo 2008 ISBN 978-88-389-2310-4
- (FR)  Léon Gozlan, Balzac en pantoufles (1862)
- (FR)  Léon Gozlan, Balzac chez lui (1863)
- Théophile Gautier, Balzac (1858), tr. di Antonio Crimi, Rizzoli, Milano 1952
- Henry James, Tre saggi su Balzac, tr. di Luisa Villa, Il melangolo, Genova 1988 ISBN 88-7018-080-8
- Stefan Zweig, Tre Maestri: Balzac, Dickens, Dostojevskij (1919), tr. di Berta Burgio Ahrens, Sperling & Kupfer, Milano 1938; tr. di Enrico Rocca, ivi 1945
- Ernst Robert Curtius, Balzac (1923), tr. di Vincenzo Loriga, Il Saggiatore, Milano 1969; Bompiani Milano 1998 ISBN 88-452-3560-2
- Pierre Abraham, Balzac, Rieder, 1929
- Charles Augustin de Sainte-Beuve, Contro Balzac, tr. di Ida Porfido, Graphis, Bari 2007 ISBN 978-88-7581-077-1
- (FR)  Alain, En lisant Balzac (1937)
- (FR)  Maurice Bardèche, Balzac romancier (1940)
- (FR)  Albert Béguin, Balzac visionnaire (1946)
- Stefan Zweig, Balzac. Il romanzo della sua vita, tr. di Lavinia Mazzucchetti, Mondadori, Milano 1950
- (FR)  André Wurmser, La Comédie inhumaine (1964 e 1970)
- (FR)  Maurice Bardèche, Une lecture de Balzac (1964)
- (FR)  André Maurois, Prométhée ou la vie de Balzac (1965)
- (FR)  Albert Béguin, Balzac lu et relu (1965)
- Mario Bonfantini, Balzac e il suo tempo, Casini, Roma 1966
- (FR)  Gaétan Picon, Balzac par lui-même (1967)
- (FR)  Pierre Barberis, Le monde de Balzac (1971)
- Roland Barthes, S/Z: una lettura di «Sarrasine» di Balzac (1970), tr. di Lidia Lonzi, Einaudi, Torino 1973 ISBN 88-06-52027-X
- Paola Dècina Lombardi, "La Commedia umana ovvero "il vasto imbroglio quotidiano", introduzione a  "Balzac. La Commedia umana, racconti e novelle, 2 voll. Oscar classici, Mondadori Milano, 1988.
- Francesco Fiorentino, Introduzione a Balzac, Laterza, Bari 1989 ISBN 88-420-3443-6
- (FR)  Roger Pierrot, Balzac (1994)
- (FR)  Henri Troyat, Balzac (1995)
- (FR)  Félicien Marceau, Balzac et son monde (1955, 1970 e 1986)
- Paola Dècina Lombardi, "Mosaico Balzacchiano. La donna e la norma nella Commedia umana", Esi, Napoli, 1991.
- Mariolina Bongiovanni Bertini, Honoré de Balzac e papà Goriot, Loescher, Torino 1989 ISBN 88-201-1747-9
- Mariolina Bongiovanni Bertini, Introduzione a Balzac, La commedia umana, vol. I, Mondadori, Milano 1994, pp. I-XCVIII ISBN 88-04-36554-4
- Mario Lavagetto, La macchina dell'errore: storia di una lettura, Einaudi, Torino 1996 ISBN 88-06-14260-7
- (FR)  Michel Butor, Improvisations sur Balzac (1998)
- Paola Decina Lombardi, Balzac e l'Italia, con interventi di P. Brunel, M. Butor, G. Macchia, M. Volpi, e una bibliografia delle traduzioni di Balzac in Italia, 1832-1999,  Donzelli, Roma 1999 ISBN 88-7989-491-9
- (FR)  François Taillandier, Balzac (2005)
- (FR)  José-Luis Diaz, Devenir Balzac. L'invention de l'écrivain par lui-même (2007)